# Железничка станица Миненобу
Железничка станица Миненобу (јап. 峰延駅) (Minenobu-eki) је железничка станица у Јапану у граду Бибај, Хокаидо на линији Хакодате, оператера Хокаидо железница.

## Линија
- Хокаидо железница
  - Главна линија Хакодате, станица А15

## Опис станице
Железничка станица Миненобу има два колосека са два бочна перона.
| 1 | ■Главна линија Хакодате | за Ивамизава, Сапоро и Отару      |
| 2 | ■Главна линија Хакодате | за Такикава, Фукагава и Асахикава |

## Суседне станице
| «                      | «                      | Сервис                 | »                      | »                      |
| Главна линија Хакодате | Главна линија Хакодате | Главна линија Хакодате | Главна линија Хакодате | Главна линија Хакодате |
| ---------------------- | ---------------------- | ---------------------- | ---------------------- | ---------------------- |
| Ивамизава              | Ивамизава              | деоница брзи           | Кошунај                | Кошунај                |
| Ивамизава              | Ивамизава              | локал                  | Кошунај                | Кошунај                |